# Chang Yu-lung
Chang Yu-lung ist ein taiwanischer Poolbillardspieler.

## Karriere
Nachdem Chang bei der 10-Ball-WM 2008 mit nur einem Sieg in der Vorrunde ausgeschieden war, gelang es ihm 2009 in die Finalrunde einzuziehen. Dort unterlag er im Sechzehntelfinale dem späteren Vizeweltmeister Lee Van Corteza mit 8:9. 2011 erreichte Chang den 25. Platz bei den Philippines Open und den 32. Platz bei den Beijing Open. Anschließend schied er sowohl bei der 10-Ball-WM, als auch bei der 9-Ball-WM im Achtelfinale aus. Bei den Japan Open kam er auf den dritten Platz.
Bei den 9-Ball-Weltmeisterschaften 2012 und 2013 schied Chang jeweils in der Runde der letzten 64 aus. 2012 erreichte er bei den China Open den dritten Platz, bei den Japan Open 2013 kam er auf den 17. Platz.
Im Juni 2014 gelang es Chang durch einen Finalsieg gegen den Philippiner Jeffrey Ignacio die China Open zu gewinnen. Zudem erreichte er bei der 9-Ball-WM 2014, unter anderem durch Siege gegen die früheren Weltmeister Stephan Cohen und Wu Jiaqing ins Halbfinale einzuziehen. Dieses verlor er jedoch gegen den späteren Vizeweltmeister Albin Ouschan mit 7:11. Im November 2014 schaffte er es bei den Japan Open ins Halbfinale, das er jedoch gegen Naoyuki Ōi verlor. Nachdem er bei der 10-Ball-WM 2015 in der Runde der letzten 64 ausgeschieden war, erreichte Chang das Achtelfinale der 9-Ball-WM 2015, in dem er Shane van Boening unterlag. Im November 2015 gewann er durch einen 13:11-Sieg im Finale gegen Ko Ping-chung das Steinway Classic.
Chang nahm bislang zweimal am World Cup of Pool teil. Nachdem er 2014 gemeinsam mit Hsu Kai-lun in der ersten Runde gegen die Katarer Waleed Majid und Bashar Hussain ausgeschieden war, gelang es ihm 2015 gemeinsam mit Ko Pin-yi das Turnier durch einen 10:8-Sieg im Finale gegen die Engländer Mark Gray und Daryl Peach zu gewinnen.

## Erfolge
| China Open:        | 2014 |
| World Cup of Pool: | 2015 |
| Steinway Classic:  | 2015 |